# 10979 Fristephenson
A 10979 Fristephenson (ideiglenes jelöléssel 4171 T-2) a Naprendszer kisbolygóövében található aszteroida. Cornelis Johannes van Houten,  Ingrid van Houten-Groeneveld és Tom Gehrels fedezte fel 1973. szeptember 29-én.